# Кејси Масгрејвс
Кејси Ли Масгрејвс (енгл. Kacey Lee Musgraves; Миниола, 21. август 1988) америчка је певачица и текстописац. Музичку каријеру започела је почетком 2000-их, када је самостално издала три албума и један у саставу дуа Texas Two Bits. Године 2007. такмичила се у петој сезони певачког такмичења Nashville Star где је освојила седмо место.
Године 2012. потписала је уговор с дискографском кућом Mercury Nashville и објавила хит-сингл Merry Go 'Round. Од тада је издала шест студијских албума: Same Trailer Different Park (2013), Pageant Material (2015), A Very Kacey Christmas (2016), Golden Hour (2018), Star-Crossed (2021) и Deeper Well (2024). Добитница је седам награда Греми.

## Биографија
Рођена је 21. августа 1988. у насељу Голден, у Тексасу. Отац јој је власник штампарске фирме M-Prints Printing, Inc. Има млађу сестру Кели која је фотограф.
Свог будућег супруга Растона Келија упознала је у Нешвилу. У децембру 2016. састали су се ради писања песама, а убрзо после тога започели везу. Песму Butterflies са албума Golden Hour посветила је Келију. Верили су се 24. децембра 2016, а потом венчали 14. октобра 2017. у Тенесију. У јулу 2020. поднели су папире за развод, окончавши брак у септембру исте године.

## Дискографија
- (2013)
- (2015)
- (2016)
- (2018)
- (2021)
- (2024)